# 天主教斯里加古兰教区
天主教斯里加古蘭教區（拉丁語：Dioecesis Srikakulamensis）是羅馬天主教的一個教區，位於印度安得拉邦東北部，受維薩卡帕特南總教區管轄。
教區成立於1993年7月1日，2004年有教友59,670名，佔轄區總人口百分之2.0。由三十七名司鐸名管理廿四個堂區。現任教區主教為維傑耶·庫默爾·勒耶勒勒，榮休主教為因納亞·欽納·阿達加特拉。